# Tongerse stadsbus
Het Tongerse stadsbusnet wordt geëxploiteerd door de De Lijn in de vervoerregio Limburg. Het stadsbusnet kent 3 buslijnen die enkel rijden tijdens de spitsuren. Het belangrijkste knooppunt is het station Tongeren.

## Wagenpark
Het Tongerse stadsnet wordt integraal door stelplaats Tongeren van De Lijn gereden. Alle midibussen van deze stelplaats kunnen op het stadsnet ingezet worden. De volgende bussen deden anno 2025 dienst op het stadsnet.
| Serie     | Aantal | Fabrikant      | Type              | Opmerking                                                                                           |
| --------- | ------ | -------------- | ----------------- | --------------------------------------------------------------------------------------------------- |
| 4464-4476 | 13     | VDL Jonckheere | Transit 2000 Midi | Werden afwisselend ingezet op de stadsdiensten van Tongeren, Hasselt en Sint-Truiden. Buiten dienst |
| 5341-5343 | 3      | Van Hool       | newA309           | |

## Buslijnen

### Huidige lijnen
Sinds de uitrol van het concept basisbereikbaarheid in de vervoerregio Limburg van 6 januari 2024 bestaat het stadsnet nog uit drie lijnen. Alle drie rijden ze enkel tijdens de spitsuren. Lijn 621 verbindt de stad met Berg, Ketsingen, 's Herenelderen, Membruggen en Genoelselderen en vervangt zo lijn T1. Lijn 922 verbindt de stad met Koninksem, Rutten en Lauw en vervangt lijn T2. Lijn 395 verbindt tot slot de stad met Nerem, Mal, Sluizen en Vreren en vervangt lijn T3.
In feite zijn de nieuwe lijnen niet meer te classificeren als stedelijk busnetwerk aangezien het hier slechts gaat om varianten van lijnen uit het kernnet, namelijk lijn 62 (Tongeren - Maastricht), lijn 92 (Sint-Truiden - Heers) en lijnenbundel 39x (richting Voeren).

### Voormalige lijnen
Tot 6 januari 2024 reden er vier stadslijnen die het stadscentrum met andere (deel)gemeenten verbond. Lijn T3 bediende eveneens de gemeente Herstappe, lijn T1 bediende de Riemstse deelgemeentes Genoelselderen en Membruggen en het belbusgebied omvatte ook de Hoeseltse deelgemeentes Schalkhoven en Sint-Huibrechts-Hern.
| Lijn | Naam                     | Frequentie | Traject                                                                          |
| ---- | ------------------------ | ---------- | -------------------------------------------------------------------------------- |
| T1   | Nerem - Genoelselderen   | 60'1       | Nerem - Sluizen - Mal - Tongeren - 's Herenelderen - Membruggen - Genoelselderen |
| T2   | Rutten - 's Herenelderen | 60'1       | Rutten - Koninksem - Tongeren - Berg - Ketsingen - 's Herenelderen               |
| T3   | Herstappe - Diets-Heur   | 60'1       | Herstappe - Lauw - Koninksem - Tongeren - Nerem - Vreren - Diets-Heur            |
| T9   | Avondlijn                | 60'2       | Station - Sint-Truiderpoort - Hospitaal - Station                                |

1Extra ritten voor en na schooltijd.
2Reed uit tussen 19u35 en 23u35.